# Volta a Portugal de 1931
A 2.ª edição da Volta a Portugal em Bicicleta decorreu entre os dias 6 e 25 de setembro de 1931 repartidos em 19 etapas.
A corrida foi vencida pelo corredor português José Maria Nicolau da equipa SL Benfica, em segundo lugar Alfredo Trindade (União ciclista Rio de Janeiro) e em terceiro lugar João Francisco (Campo de Ourique).

## Etapas
| nº        | Etapa                            | km    | Vencedor da etapa                            | Camisola Amarela    |
| 1ª etapa  | Cova da Piedade - Setúbal        | 40.4  | Jose Maria Nicolau (Benfica)                 |                     |
| 2ª etapa  | Setúbal-Sines                    | 114.6 | João Francisco (Campo de Ourique)            | João Francisco      |
| 3ª etapa  | Sines-Lagos                      | 117.8 | Jose Maria Nicolau (Benfica)                 | João Francisco      |
| 4ª etapa  | Lagos-Faro                       | 83.4  | João de Sousa (Sporting)                     | João Francisco      |
| 5ª etapa  | Portimão-Faro                    | 65.8  | João Francisco (Campo de Ourique)            | João Francisco      |
| 6ª etapa  | Beja-Évora                       | 82.2  | Jose Maria Nicolau (Benfica)                 | António A. Carvalho |
| 7ª etapa  | Évora-Elvas                      | 87.3  | Jose Maria Nicolau (Benfica)                 | Jose Maria Nicolau  |
| 8ª etapa  | Elvas-Castelo Branco             | 135.7 | Augusto De Carvalho (Campo de Ourique)       | José Maria Nicolau  |
| 9ª etapa  | Castelo Branco-Covilhã           | 62.3  | Jose Maria Nicolau (Benfica)                 | José Maria Nicolau  |
| 10ª etapa | Covilhã-Moncorvo                 | 147.9 | Manuel Fernandes da Silva (C.C. da Maia)     | José Maria Nicolau  |
| 11ª etapa | Moncorvo-Bragança                | 106.2 | Jose Maria Nicolau (Benfica)                 | José Maria Nicolau  |
| 12ª etapa | Bragança-Vidago                  | 118.2 | João Francisco (Campo de Ourique)            | José Maria Nicolau  |
| 13ª etapa | Vidago-Porto                     | 155.4 | Manuel Fernandes da Silva (Por) C.C. da Maia | José Maria Nicolau  |
|           | Descanso                         |       | Porto                                        |                     |
| 14ª etapa | Porto-Viana do Castelo           | 127.4 | João Francisco (Campo de Ourique)            | José Maria Nicolau  |
| 15ª etapa | Viana do Castelo-Póvoa do Varzim | 53.2  | João Francisco (Campo de Ourique)            | José Maria Nicolau  |
| 16ª etapa | Póvoa do Varzim-Espinho          | 49.9  | Eduardo Santos (Benfica)                     | José Maria Nicolau  |
| 17ª etapa | Espinho-Figueira da Foz          | 177   | João Francisco (Campo de Ourique)            | José Maria Nicolau  |
| 18ª etapa | Figueira da Foz-Caldas da Rainha | 108   | Jose Maria Nicolau (Benfica)                 | José Maria Nicolau  |
| 19ª etapa | Caldas da Rainha - Estoril       | 125.7 | João Francisco (Campo de Ourique))           | José Maria Nicolau  |
|           | Total de Km.                     | 2.074 |                                              |                     |

## Ciclistas
Partiram: 29; Desistiram: 9; Terminaram: 20.
Media: 25,087 Km/h.